# 横浜市立本郷小学校
横浜市立本郷小学校（よこはましりつ ほんごうしょうがっこう）は、神奈川県横浜市栄区中野町にある市立小学校。

## 概要
1892年に本郷村民の募金を資金として、本郷村立尋常高等本郷小学校が開校した。1945年の戦争末期には校舎を兵舎として使用していた。
順次、横浜市立桂台小学校、横浜市立野七里小学校、横浜市立公田小学校、横浜市立桜井小学校が分離創立された。

## 沿革
出典
- 1892年（明治25年）10月5日 - 鎌倉郡本郷村立尋常高等本郷小学校として開校。
- 1893年（明治26年） - 上野文教所を新設。
- 1906年（明治39年）9月1日 - 農業補修校を付設。
- 1909年（明治42年） - 校舎1棟（36坪・2室）を増設。
- 1909年（明治44年） - 校舎1棟（86坪・3室）を増設し、運動場を拡張。
- 1923年（大正12年）
  - 日付不明 - 校舎1棟改築。本郷村立尋常高等小学校に改称。学校環境設備拡張のための学童保護会発足。
  - 9月1日 - 12時頃に発生した関東大震災により、新築の校舎2棟倒壊。その後、分散・二部授業を行う。
- 1924年（大正13年） - 付設農業補修校と女子実業補修校を統合し、本郷村立実習補修学校となる。
- 1935年（昭和10年） - 実業補修学校を廃止し、本郷村立青年学校が発足。
- 1939年（昭和14年）4月1日 - 本郷村の横浜市への編入により、横浜市本郷尋常高等小学校と改称。
- 1941年（昭和16年）
  - 4月1日 - 国民学校令により、横浜市本郷国民学校と改称。また、戦局の悪化により、分散授業と二部授業の実施。
  - 9月1日 - 中野分校開設。
- 1947年（昭和22年） - 学制改革により、横浜市立本郷小学校と改称。学校給食開始。本郷村立青年学校廃止。
- 1948年（昭和23年） - PTA発足。校章制定。
- 1954年（昭和29年）12月3日 - 現在地に中野分校を移転新築。
- 1955年（昭和30年） - 上郷分教場の廃止。
- 1956年（昭和31年）4月1日 - 西本郷小学校が独立。
- 1960年（昭和35年）4月1日 - 分校跡の現在地に本校移転。
- 1962年（昭和37年）
  - 5月10日 - 校歌制定。
  - 10月5日 - 70周年式典挙行。
- 1966年（昭和41年） - 屋内運動場兼講堂の新設。
- 1968年（昭和43年） - プールの新設。鉄筋4階建校舎新設。
- 1971年（昭和44年） - 鉄筋4階建校舎増築。
- 1971年（昭和46年）4月1日 - 桂台小学校が独立。
- 1972年（昭和47年） - 鉄筋4階建校舎増築。
- 1973年（昭和48年） - プレハブ校舎3棟仮設。
- 1974年（昭和49年）4月1日 - 野七里小学校が独立。プレハブ校舎3棟仮説。
- 1977年（昭和52年）4月1日 - 公田小学校が独立。
- 1981年（昭和56年） - 体育館付帯設備。
- 1982年（昭和57年）
  - 4月1日 - 桜井小学校が独立。木造校舎解体。
  - 11月6日 - 90周年記念式典挙行。記念事業として、校歌碑設置。
- 1984年（昭和59年）9月30日 - 校庭整備。
- 1987年（昭和62年） - 95周年記念式典挙行。記念事業として、教育目標碑設置。
- 1990年（平成2年）3月 - プレイルーム2教室改造。
- 1991年（平成3年）
  - 3月 - 体育館・プール新設。焼窯庫・飼育小屋・温室新設。
  - 9月 - コミュニティスクール新設に伴い、管理諸施設・家庭科教室・玄関移設。
- 1992年（平成4年）11月21日 - 放送室施設とコミュニティハウス新設。校庭整備（トンボ池、その他固定施設）。同日、創立100周年記念式典挙行し、祝賀会開催。記念事業として、記念誌・社会科資料集発行とソーラー時計設置。マーチングバンド編成。
- 1993年（平成5年）11月 - 室内整備（図書室・音楽室・4組移設）。
- 1994年（平成6年）7月 - 給食場改修工事着手し、完成。
- 1995年（平成7年）8月 - 教室床改修工事（普通教室）。
- 1996年（平成8年）3月 - 校地設備工事（築山・飼育小屋）。
- 1997年（平成9年）8月 - 西棟・東棟高架水槽改修工事。
- 1998年（平成10年）8月 - 西棟耐震補強と防災時用循環式地下貯水槽設置の両工事実施。保健室・保健相談室・用務員室にエアコン設置。
- 2000年（平成12年）12月 - 中央トイレ改修工事。
- 2001年（平成13年）7月 - 普通教室改修と外壁モルタル剥離防止の両工事実施。
- 2002年（平成14年）10月 - 雨水貯留浸透施設設備工事。
- 2003年（平成15年）9月 - 東棟耐震補強工事。
- 2004年（平成16年）3月 - 風力発電ソーラーシステム外灯設置。防犯緊急システム設置。
- 2005年（平成17年）4月 - PSY校指定。
- 2012年（平成24年） - 120周年記念式典挙行。
- 2022年（令和4年）10月15日 - 創立130周年記念式典挙行[2]。

## アクセス
- 神奈川中央交通「本郷小学校前」バス停下車。
  - 停車系統は、「港87」・「港88」・「船07」・「船08」・「船09」・「船15」・「船16」・「船91」の各系統。